# 韦恩镇区 (俄亥俄州亚当斯县)
韦恩镇区是美国俄亥俄州亚当斯县的一个镇区，2010年美国人口普查时有1304人居住在该镇区。
这是全州20个韦恩镇区之一。

## 地理
韦恩镇区位于亚当斯县西部，与以下镇区接壤：
- 温彻斯特镇区 - 北
- 斯科特镇区 - 东北
- 奥利弗镇区 - 东
- 蒂芬镇区 - 东南
- 利伯蒂镇区 - 南
- 布朗县伯德镇区 - 西南
- 布朗县杰克逊镇区 - 西

切里福柯在该镇区的中心，希曼则位于北部。

## 历史
韦恩镇区建于1806年，命名源自安东尼·韦恩。

## 政府
镇区有3人组成的理事会管理。理事会理事选举在奇数年11月举行，并在来年1月1日开始四年任期。两名理事的选举在总统选举后一年举行，另一名的选举在总统选举前一年举行。镇区财务官亦由选举产生，与一名镇区理事选举同时举行，不过在来年4月1日才开始四年任期。若财务官或理事职位有空缺，将由剩余理事填补。